# فابین فارنول
فابین فارنول (انگلیسی: Fabien Farnolle؛ زادهٔ ۵ فوریهٔ ۱۹۸۵) بازیکن فوتبال اهل فرانسه است.
از باشگاه‌هایی که در آن بازی کرده‌است می‌توان به باشگاه فوتبال کلرمون فوت، باشگاه فوتبال دینامو بخارست، باشگاه فوتبال بوردو، باشگاه فوتبال لو آور، و باشگاه فوتبال ویتوریا ستوبال اشاره کرد.
وی همچنین در تیم‌های ملی فوتبال زیر ۱۸ سال فرانسه و بنین بازی کرده‌است.